# Crispin Freeman

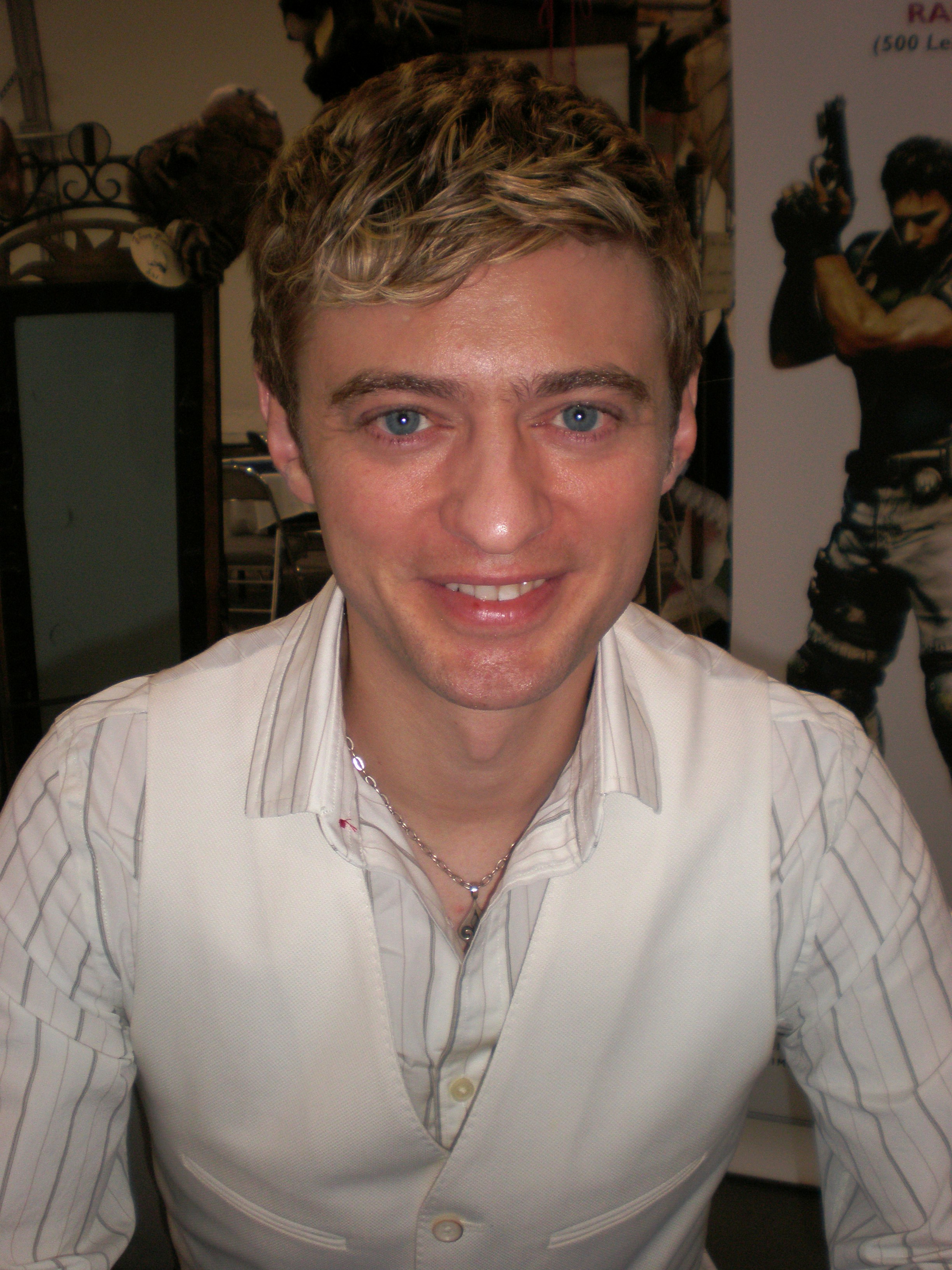
Crispin Freeman 2009

Crispin McDougal Freeman (* 9. Februar 1972 in Chicago, Illinois) ist ein US-amerikanischer Synchronsprecher, der vor allem für seine Sprechrollen in Animes bekannt ist.

## Leben
Crispin Freeman ist der älteste von drei Geschwistern, er hat noch einen Bruder, den Musiker Clark Freeman, und eine Schwester, die Schauspielerin Cassidy Freeman. Alle drei Geschwister besuchten die Latin School of Chicago, welche er 1990 abschloss. Freeman besuchte danach das Williams College, welches er 1994 mit einem Bachelor in seinen Hauptfach Theater beendete. Nach dem College besuchte er die Columbia University, wo er 1997 mit einem Master of Fine Arts im Fach Schauspiel abschloss.
Danach spielte Freeman an verschiedenen Theatern, so auch am Broadway in New York City oder im Mark Taper Forum in Los Angeles.
Seinen Durchbruch als Synchronsprecher für Animes hatte er 1995 in der Rolle des Zelgadis Greywords in der Anime-Serie Slayers. Seitdem hatte Freeman in vielen, auch international bekannten Anime-Serien und -Filmen Sprechrollen, wie zum Beispiel die des Vampirs Alucard in Hellsing, Kyon in Suzumiya Haruhi no Yūutsu, Togusa in Ghost in the Shell: Stand Alone Complex oder Jeremiah Gottwald in Code Geass.
Seit dem 11. August 2007 ist Crispin Freeman mit Izobel Carol verheiratet und spricht neben seiner Muttersprache auch fließend Spanisch.

## Filmografie

### Anime (Auswahl)
- .hack//SIGN - Balmung
- .hack//Legend of the Twilight - Balmung
- .hack//Liminality - Harald Hoerwick (OVA 1), Yuki's Bruder (OVA 2)
- Angel Sanctuary - Rosiel
- Argento Soma - Dan Simmonds
- The Big O - Alan Gabriel
- Boogiepop Phantom - Masami Saotome
- Blood+ - Hagi, Van Argeno, Joel Goldschmidt VI.
- Code Geass - Jeremiah Gottwald
- Chobits - Hideki Motosuwa
- Durarara!! - Shizuo Heiwajima
- Digimon Frontier - Kouichi Kimura
- Digimon Savers - Thomas H. Norstein
- Eureka Seven - Holland Novak
- Eyeshield 21 - Shin Seijuro
- Fencer of Minerva - Sho
- Final Fantasy VII: Advent Children - Rude
- Geneshaft - Mario Musicanova
- Ghost in the Shell: Stand Alone Complex - Togusa
- Ghost in the Shell 2: Innocence - Togusa
- Ghost in the Shell: S.A.C. 2nd GIG - Togusa
- Ghost in the Shell: S.A.C. Solid State Society - Togusa
- Hellsing - Alucard
- Hellsing Ultimate - Alucard
- IGPX Immortal Grand Prix - Bjorn Johannsen
- I My Me! Strawberry Eggs - Hibiki Amawa
- The Irresponsible Captain Tylor - Captain Tylor
- Last Exile - Alex Row
- Suzumiya Haruhi no Yūutsu - Kyon
- Naruto - Itachi Uchiha, Ebisu, Shibi Aburame, Vierter Kazekage
- Noein – Mō hitori no kimi e -Karasu
- Now and Then, Here and There - Tabool
- Onegai Twins - Kousei Shimazaki
- Read or Die - Joker
- Shōjo Kakumei Utena - Touga Kiryuu
- Rurouni Kenshin - Shougo Amakusa, Shibata
- Sakura Wars: The Movie - Brent Furlong
- s-CRY-ed - Straight Cougar
- Scrapped Princess - Shannon Casull
- Shamanic Princess - Kagetsu
- Slayers - Zelgadis Greywords
- Vandread - B. C.: männliche Stimme
- Witch Hunter Robin - Amon
- Wolf’s Rain - Tsume
- X 1999 - Fuuma Monou
- Gash! - Wonrei, Kane, Gustav, Mamoru Iwashima, Albert (Sherry's Butler), Oren, Albert (Laila's Buchhalter)

### Zeichentrick
- The Spectacular Spider-Man - Electro

### Videospiele (Auswahl)
- .hack//MUTATION - Balmung
- .hack//OUTBREAK - Balmung
- .hack//QUARANTINE - Balmung
- .hack//G.U. vol. 1//Rebirth - Sakaki
- .hack//G.U. vol. 2//Reminiscence - Sakaki, Azure Balmung
- .hack//G.U. vol. 3//Redemption - Sakaki, Azure Balmung
- Baten Kaitos Origins - Heughes
- Bayonetta 2 - Balder
- Castlevania: Curse of Darkness - Hector
- Castlevania: Lament of Innocence - Mathias Conqvist
- Company of Heroes - Airborne Commander
- Crisis Core: Final Fantasy VII - Rude, Kunsel
- Dead by Daylight - The Dark Lord (Dracula)
- Diablo 3 - Zauberer, Männlich
- Digimon World Data Squad - Thomas H. Norstein
- Dynasty Warriors 5 - Guan Yu
- Dynasty Warriors 5 Empires - Guan Yu
- Dynasty Warriors 5 Xtreme Legends - Guan Yu
- Gothic 3 - namenloser Held[1]
- Hitman: Blood Money - Reporter
- Horizon Zero Dawn - Helis
- Kessen III - Nobunaga Oda
- Kingdom Hearts II - Setzer Gabbiani, Will Turner
- Metal Gear Rising: Revengeance - Sundowner
- Metal Gear Solid: Portable Ops - High Officer A
- Naruto: Ultimate Ninja - Genma Shiranui, Itachi Uchiha
- Neverwinter Nights 2: Mask of the Betrayer - Gann of Dreams
- Overwatch - Winston
- "Rogue Galaxy" - Gale Dorban
- Shin Megami Tensei: Digital Devil Saga - Heat
- Shin Megami Tensei: Digital Devil Saga 2 - Heat[2]
- Soul Calibur III - Siegfried Schtauffen
- Suikoden Tactics - Iskas
- Tales of Symphonia - Regal Bryant
- Tekken 5 - Bruce Irvin
- Xenosaga Episode I: Der Wille zur Macht - Albedo Piazolla, Gaignun Kukai
- Xenosaga Episode II: Jenseits von Gut und Böse - Albedo Piazolla, Gaignun Kukai
- Xenosaga Episode III: Also sprach Zarathustra - Albedo Piazolla, Gaignun Kukai
- Granblue Fantasy Relinked: Gallanza